# Albatros C.XIII
L'Albatros C.XIII est un avion de chasse léger biplan biplace monomoteur allemand construit en 1917. Un seul exemplaire a été construit.

## Conception et développement
L'Albatros C.XIII a été construit sur la base du modèle Albatros D.Va mais dans le but de passer d'un avion monoplace à un chasseur biplace léger. Ses dimensions sont environ 10 % supérieures pour l'envergure et de 6 % pour la longueur. À sa conception, il est le précurseur de la nouvelle classe CL biplace Idflieg, réservée aux chasseurs biplaces plus légers.
Le fuselage de section ronde est recouvert de contreplaqué, à l'exception du deuxième cockpit ouvert en tandem et d'apparence similaire à celui du D.Va. Ce fuselage se rétrécit doucement jusqu'au nez avec des lignes qui se confondent avec celles de la casserole d'hélice. Comme pour le monoplace, le moteur en ligne Mercedes D.III est en grande partie enfermé, mais avec ses six cylindres supérieurs exposés. Le C.XIII est équipé d'un moteur de 160 ch (119 kW), moins puissant que celui du D.Va. L'empennage est sensiblement différent, avec une queue verticale plus étroite et plus haute. Ses ailes droites à corde constante ont des travées simples et sont montées sans décalage. Le train de roulement est de type fixe, avec des roues principales sur des jambes de force en V et un patin arrière caréné.
Son premier vol est effectué en 1917,. Son autonomie est de 2 heures et demie et sa vitesse maximale est de 155 à 160 km/h,. Il est capable d'atteindre une altitude de 1 000 m en 4 min. Un seul exemplaire du C.XIII est construit et ce type n'est pas entré en production; au lieu de cela, Albatros a construit l'année suivante le C.XIV à parois plates, à deux baies et plus puissant pour la catégorie légère à deux places, le développant en production sous le nom de C.XV.